# アフタースクール (映画)
『アフタースクール』は、2008年公開の日本映画。主演は大泉洋。監督は内田けんじ。

## 概要
内田けんじ監督第3作。
社会に出てそれぞれ違う世界を持ってしまった3人の同級生が、その微妙な関係性から巻き起こす、想像を超えた展開が待つ大人の放課後（アフタースクール）を描く。
キャッチコピーは「甘くみてるとダマされちゃいますよ」。

## あらすじ
母校の中学校で働くお人好しな教師・神野のもとに、かつての同級生だと名乗る探偵が尋ねてくる。探偵は、神野の幼馴染で、今は一流企業に勤める木村を探しているという。
探偵の強引なペースに巻き込まれて、心ならずも木村探しに巻き込まれるうちに、神野の知らない木村の姿が明らかになり、事態は誰もが予想しない展開に向かっていく。

## キャスト

### 主要人物
神野良太郎：大泉洋
母校の西森沢中学校で働くお人好しな教師。テニス部の顧問をしていて部員の生徒からはその髪型から「モジャモジャ」と呼ばれている。薄給なのにもかかわらず、ローンを組んでまで外車を購入したが、木村に合鍵を作られ車内でタバコを吸われる等好き勝手に使われている。かつての同級生を名乗る探偵・北沢の"木村探し"に巻き込まれてしまう。警察官の妹がいる。
北沢雅之：佐々木蔵之介
事務所を構える怪しい探偵。突然失踪した木村を捜すために、神野や木村のかつての同級生"島崎"を名乗って神野に接近する。仕事は手早く片づけるが、他人のことは全く信用できない。
木村一樹：堺雅人（少年期：吉武怜朗）
突然姿を消した、梶山商事に勤めるエリートサラリーマン。余計な口数は使わない性格。
謎の女：田畑智子
行方不明の木村と一緒に写真に写っていた女性。
佐野美紀：常盤貴子（少女期：五十嵐令子）
神野や木村の中学時代のマドンナ。

### その他
片岡義信：伊武雅刀
ヤクザの組長。高級クラブ「HEAVEN」を経営。“あゆみ”という、かつてナンバー1だったホステスを探している。
大黒武：北見敏之
「梶山商事」社長。北沢に木村を捜すよう依頼する。
唐沢：奥田達士
梶山商事の上層部社員で大黒の側近（取締役）。北沢に木村探しを依頼する。
江藤まさよし：大石吾朗
総選挙に出馬している保守党の政治家。元外相。
マナブ：尾上寛之
北沢の部下。北海道出身。自分を信用しない北沢を見捨て、片岡に接近する。
メグ：桃生亜希子
ビデオ鑑賞の店の従業員。かつては高級クラブ"HEAVEN"でホステスをしていた。
バクさん：沼田爆
北沢が行きつける飲食店の店長。ロリコン。
甲斐：ムロツヨシ
運転中に見ず知らずの神野に車を止められる通りすがりの男性。
川辺：佐藤佐吉
美紀宅の近くに住む男性。
郷田昭一郎：山本圭
西村刑事：山本龍二
体育教師：音尾琢真

## スタッフ
- 脚本・監督：内田けんじ
- 音楽：羽岡佳
- 撮影：柴崎幸三
- 照明：吉角壮介
- 録音：橋本泰夫
- 美術：金勝浩一
- 編集：普嶋信一
- 助監督：村上秀晃、松田康洋、松尾崇、本田大介
- スクリプター：森直子
- サウンドエディター：浅梨なおこ
- 音響効果：伊藤進一（カモメファン）
- カースタント：スーパードライバーズ
- ガンエフェクト：BRONCO
- ロケ協力：牛久フィルムコミッション、川崎市シティセールス、調布フィルムコミッション　ほか
- スタジオ：日活撮影所
- 製作者：酒匂暢彦、加藤嘉一、原田知明、山崎浩一、林和男、高野力、永田勝治、安永義郎
- エグゼクティブプロデューサー：藤本款
- プロデュース：大岡大介、赤城聡、大西洋史
- 製作：「アフタースクール」製作委員会（クロックワークス、TBSテレビ、アミューズ、パルコ、ぴあ、IMAGICA、メディアファクトリー、博報堂DYメディアパートナーズ）

## 主題歌
monobright 「あの透明感と少年」
（ミニアルバム『あの透明感と少年』に収録、DefSTAR Records ）
PVの監督は内田監督が務めた。これが内田にとって初のPV監督作となる。また、内田の提案により、monobrightと同郷で主演の大泉もPVに出演している。

## DVD / Blu-ray
発売元はクロックワークス / アミューズ、販売元はメディアファクトリー。
- アフタースクール DVD（2枚組、2008年11月28日発売）
  - ディスク1：本編DVD
    - 映像特典
      - 特報・劇場予告編

    - 音声特典
      - オーディオコメンタリー（大泉洋×監督・脚本：内田けんじ）

  - ディスク2：特典DVD
    - ネタばれメイキング
    - キャスト・監督インタビュー 〜完成披露試写舞台挨拶にて〜
    - TVスポット集
    - 劇場用幕間映像
    - 中高生・学生服限定☆放課後試写会映像 〜神野先生（大泉洋）ホームルーム付き〜
    - ゆうばり映画祭舞台挨拶オモテとウラ
    - 初日舞台挨拶

  - デジパック仕様
- アフタースクール Blu-ray（1枚組、2012年8月24日発売）
  - 映像・音声特典：DVD版と同様

## テレビ放送
| 回 | 放送日       | 放送時間（JST）   | 放送局     | 放送枠                 | 備考         |
| -- | ------------ | ----------------- | ---------- | ---------------------- | ------------ |
| 1  | 2011年1月6日 | 0:35 - 2:50       | TBS        | （新春シネマシアター） | 地上波初放送 |
| 2  | 2021年5月3日 | 月曜13:55 - 15:55 | テレビ東京 | 午後のロードショー     | 関東ローカル |
| 3  | 2025年1月7日 | 火曜13:40 - 15:40 | テレビ東京 | 午後のロードショー     | 関東ローカル |